# Damage: Live
Lives par David Sylvian
The First Day
(1993) Dead Bees on a Cake
(1999)
Lives par Robert Fripp
FFWD
(1994) 1999 Soundscapes: Live in Argentina
(1994)
Damage: Live est un album enregistré lors du dernier concert donné par Robert Fripp et David Sylvian durant leur tournée commune, en 1993.
Il est paru en édition limitée en 1994, mixé par Robert Fripp. En 2001, David Sylvian offre son propre mixage de l'album, avec une autre pochette et quelques titres différents.

## Titres

### Version de 1994
1. Damage (Fripp, Gunn, Sylvian) – 4:31
2. God's Monkey (Bottrill, Fripp, Gunn, Sylvian) – 6:42
3. Brightness Falls (Fripp, Gunn, Sylvian) – 6:29
4. Every Colour You Are (Barbieri, Jansen, Karn, Sylvian) – 5:40
5. Firepower (Fripp, Gunn, Sylvian) – 7:02
6. Gone to Earth (Fripp, Sylvian) – 2:28
7. 20th Century Dreaming (A Shaman's Song) (Fripp, Gunn, Sylvian) – 8:03
8. Wave (Sylvian) – 6:11
9. River Man (Sylvian) – 5:01
10. Darshan (The Road to Graceland) (Bottrill, Fripp, Gunn, Sylvian) – 10:47
11. Blinding Light of Heaven (Fripp, Gunn, Sylvian) – 4:15
12. The First Day (Fripp, Gunn, Sylvian) – 4:44

### Version de 2001
1. God's Monkey (Bottrill, Fripp, Gunn, Sylvian) – 6:39
2. Brightness Falls (Fripp, Gunn, Sylvian) – 6:29
3. Every Colour You Are (Barbieri, Jansen, Karn, Sylvian) – 5:44
4. Jean the Birdman (Sylvian, Fripp, Gunn) – 4:03
5. Firepower (Fripp, Gunn, Sylvian) – 7:09
6. Damage (Fripp, Gunn, Sylvian) – 4:26
7. Gone to Earth (Fripp, Sylvian) – 2:29
8. Twentieth Century Dreaming (A Shaman's Song) (Fripp, Gunn, Sylvian) – 7:54
9. Wave (Sylvian) – 6:17
10. River Man (Sylvian) – 4:58
11. Blinding Light of Heaven (Fripp, Gunn, Sylvian) – 4:36
12. The First Day (Fripp, Gunn, Sylvian) – 5:22

## Musiciens
- Robert Fripp : guitare, Frippertronics
- David Sylvian : chant, guitare, claviers, bandes sonores
- Michael Brook : guitare
- Trey Gunn : stick, chœurs
- Pat Mastelotto : batterie